# 38 العذراء b
38 العذراء b هو كوكب مشتري هائل خارج المجموعة الشمسية يدور في فلك داخل المنطقة القابلة للسكنى لنجم 38 العذراء على بعد يقدر بحوالي 107 سنة ضوئية (32.7 فرسخ فلكي) أو مايعادل نحو 1.01×1015 كم) من الأرض في كوكبة العذراء. اكتشف الكوكب في 29 أغسطس 2016 باستخدام طريقة مطيافية دوبلر، من خلال قياس السرعة الشعاعية عبر مراقبة تغيرات دوبلر في طيف النجم الأم .

## خصائص
38 العذراء b هو كوكب مشتري هائل خارج المجموعة الشمسية مما يعني أن لة نصف قطر وكتلة أكبر من كوكب المشتري. درجة حرارة الكوكب 25 كلفن (−15 °C; 5 °F). تقدر كتلتة بنحو 4.51 MJ  وهذة كتلة كبيرة جدا ليكون كوكب صخري ومن المحتمل أن يكون لة نصف قطر يبلغ 1.05 RJ بناء على كتلتة . يدور 38 العذراء b حول النجم المضيف خلال فترة مدارية تستغرق 825.9 (± 6.2) يوم عند مسافة متوسطة تبلغ 1.82 وحدة فلكية (أبعد قليلا من المسافة المدارية لكوكب المريخ حول الشمس البالغة 1.53 وحدة فلكية) . ومن المرجح أن يتلقى الكوكب تدفق إشعاعي 3٪ أكثر من التدفق الإشعاعي الذي تتلقاة الأرض من الشمس، نظرا لدرجة حرارتة الفعالة التي تقارب درجة الحرارة الفعالة لكوكب الأرض (في الواقع ربما يكون الكوكب أكثر دفئا بنحو 3 درجات فقط).